# MAN M90
MAN M90 — среднетоннажный грузовой автомобиль, выпускавшийся компанией MAN в период с 1988 по 1996 год. Фактически грузовик был облегчённой версией F90 и использовал ту же кабину. Полная масса различных версий M90 была от 12 до 18 тонн. Они комплектовались двигателями мощностью 150, 192 или 232 л. с. В 1994—1996 годах вся гамма грузовиков MAN претерпела обновление и стала называться «2000», а модель M90 — M2000.